# Nahe (wijnstreek)

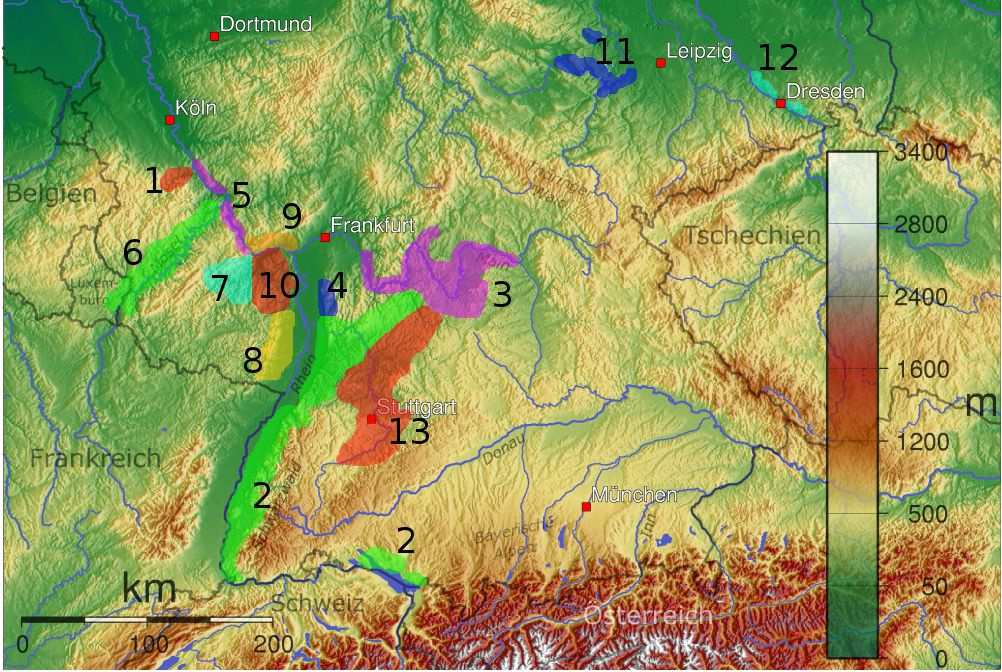
De wijnstreek Nahe is nummer 7 op de kaart.

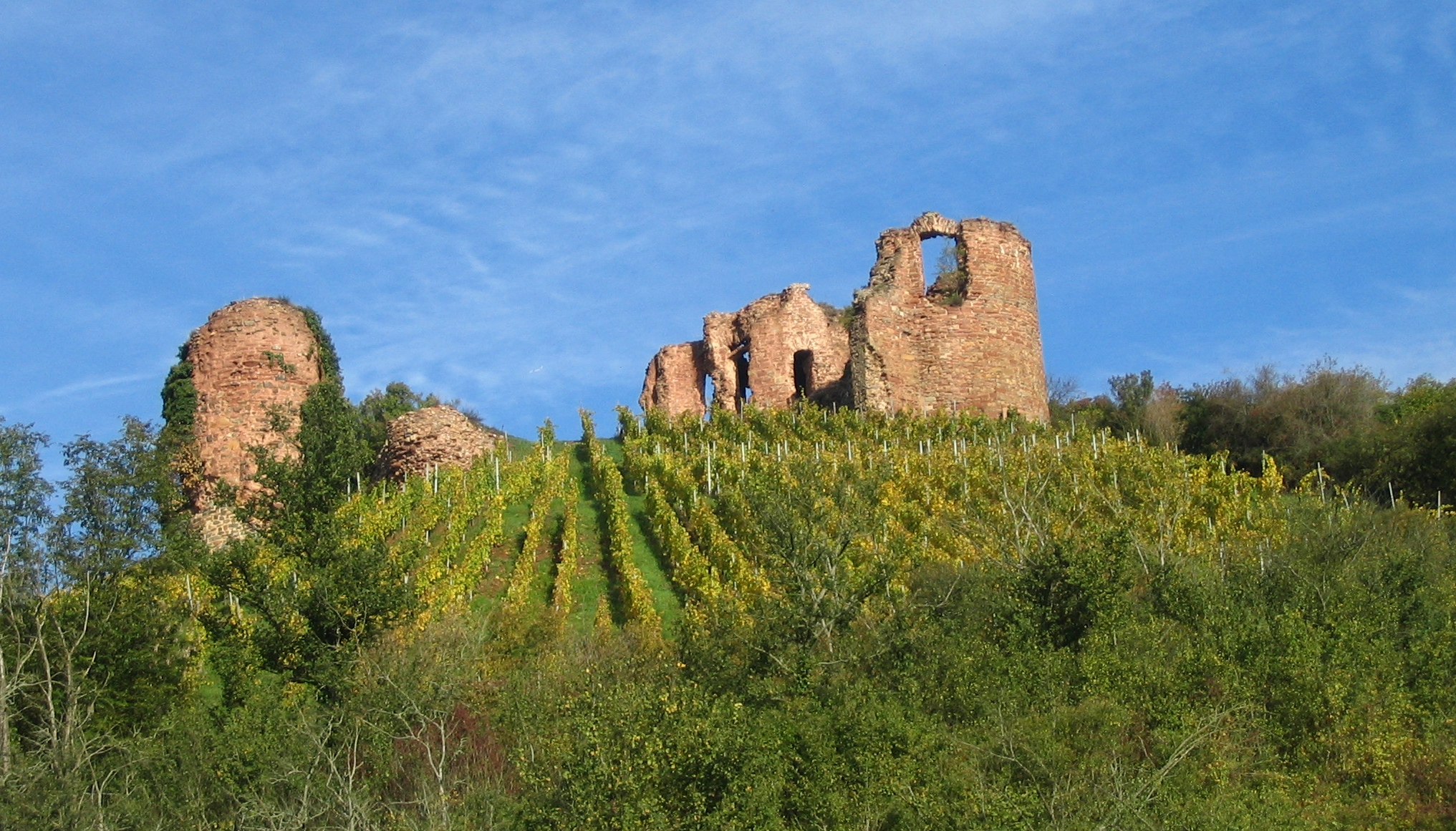
De ruïne van Gutenburg

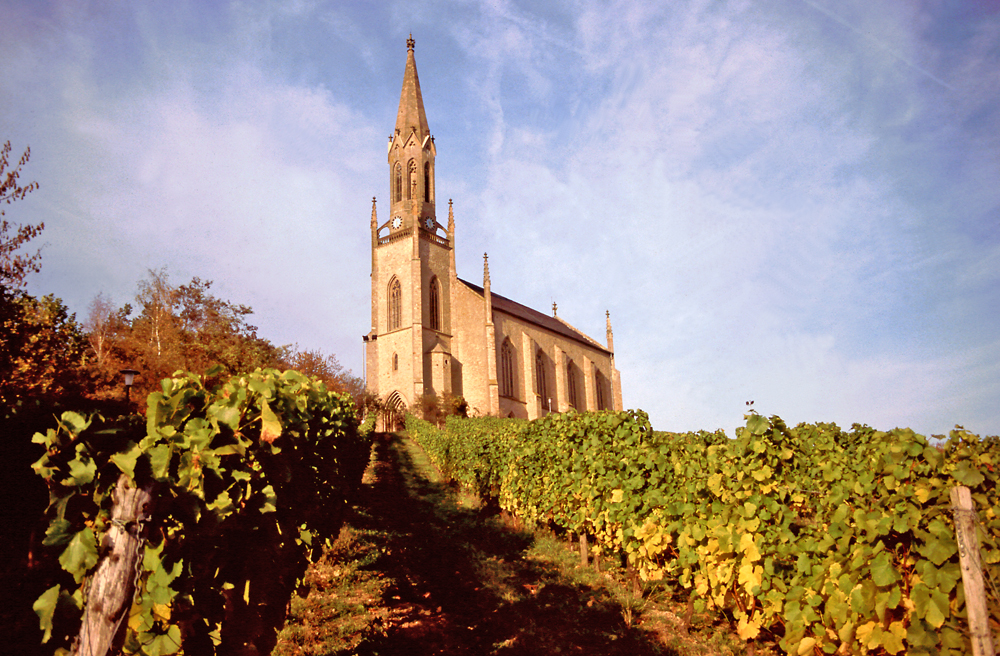
Waldböckelheim

De Nahe is een Duitse wijnbouwstreek gelegen aan de gelijknamige rivier de Nahe, die vanuit het zuiden bij de stad Bingen in de Rijn uitmondt. Het wordt als één Bereich (district) aangeduid, die onderverdeeld is in 7 Grosslagen en die op hun beurt weer verdeeld worden in totaal 328 wijngaarden.
In 2008 besloeg het wijnareaal ongeveer 4155 hectare, voor driekwart beplant met witte druiven, waaronder 27,3% Riesling, 13,4% Müller-Thurgau, 6,5% Silvaner. Het resterende kwart is beplant met blauwe druiven waaronder 10,8% Dornfelder, 5,9% Spätburgunder en 2,6% Blauwe Portugieser.
Sinds de nieuwe wijnwetgeving uit 1971 heeft dit wijngebied een eigen status. Voorheen werd het ingedeeld bij Rijnland-Palts. Precies dit kleine wijngebied heeft een grote bodemvariëteit. Zo zijn er kwarts, leisteen, porfier, zandsteen, löss en leem te vinden. Het is vooral de Riesling-druif die hier minerale wijn voortbrengt. Hierdoor heeft zij de kracht van een Rheingauer, maar toch de elegantie van een Moezel. Bekend zijn de wijngaarden op de Kupfergrube, Bastei (Traisen) en Rotenfels, vanwege hun bijzondere minerale bodem.
Even ten noorden van het dorp Niederhausen ligt het Schloßböckelheim. Het hier gelegen oude wijndomein was nog tot eind 20e eeuw staatseigendom.

## Bron
- Duits wijninstituut